# Simona Paggi
Simona Paggi (* 29. Dezember 1962 in Mailand) ist eine italienische Filmeditorin.

## Leben
Paggi wurde in den 1960er-Jahren geboren. Nach ihrer schulischen Ausbildung erlangte Paggi zunächst ein Diplom in Fotografie und Grafik an der „ITSOS“ und besuchte danach die Mailänder Filmschule „Albedo“, wo sie sich auf den Filmschnitt fokussierte und ebenfalls diplomierte.
Paggi begann in den 1980er-Jahren als Schnittassistentin zu arbeiten, sammelte aber auch Erfahrungen beim Tonschnitt und wurde für Dokumentarfilme engagiert. Der Film Offene Türen von Gianni Amelio war ihre erste Spielfilmproduktion als eigenständige Editorin, und sie wurde gleich für den David di Donatello nominiert. Mit Regisseur Amelio folgten bis in die 2000er-Jahre mehrere gemeinsame Projekte. Insgesamt war Paggi bislang an mehr als 80 Produktionen beteiligt. Sie arbeitete mit allen namhaften italienischen Regisseuren der neuen Generation zusammen.
1992 gewann sie einen David di Donatello für den Film Gestohlene Kinder. Vier weitere Nominierungen folgten. Für ihre Arbeit an Das Leben ist schön war sie bei der Oscarverleihung 1999 für den Preis in der Kategorie Bester Schnitt nominiert.

## Filmografie (Auswahl)
- 1990: Offene Türen (Porte aperte)
- 1990: Matilda
- 1992: Gestohlene Kinder (Il ladro di Bambini)
- 1994: Lamerica (Lamerica)
- 1996: Die Reisegefährtin (Compagna di viaggio)
- 1997: Das Leben ist schön (La vita è bella)
- 1997: Once We Were Strangers (Once We were Strangers)
- 1998: So haben wir gelacht (Così ridevano)
- 1999: Bergkristall – Verirrt im Schnee (Cristallo di rocca)
- 2001: Momo
- 2002: Roberto Benignis Pinocchio (Pinocchio)
- 2004: Das Leben, das ich immer wollte (La vita che vorrei)
- 2004: Die Hausschlüssel (Le chiavi di casa)
- 2006: Der fehlende Stern (La stella che non c'è)
- 2010: Passione (Passione!)
- 2011: Terraferma (Terraferma)
- 2013: Plötzlich Gigolo (Fading Gigolo)
- 2019: Jesus Rolls – Niemand verarscht Jesus (The Jesus Rolls)
- 2022: Il signore delle formiche
- 2023: The Good Mothers
- 2023: Der schöne Sommer (La bella estate)
- 2024: Campo di battaglia